# David Giles (voile)
Pour les articles homonymes, voir David Giles.
David James Giles, né le 27 septembre 1964 à Sydney, est un skipper australien, médaillé de bronze olympique dans la catégorie Star aux Jeux olympiques de 1996.

## Carrière
David Giles dispute à quatre reprises les Jeux olympiques en classe Star avec son coéquipier Colin Beashel : après une septième place en 1992 à Barcelone, il remporte aux Jeux olympiques d'été de 1996 à Atlanta la médaillé de bronze. En 2000 à Sydney, Beashel et Giles terminent à la septième place, soit huit places de mieux qu'en 2004 à Athènes.